# Othmar Karas
Othmar Karas, né le 24 décembre 1957 à Ybbs an der Donau, est un homme politique autrichien, membre du Parti populaire autrichien (ÖVP). Il est député européen de 1999 à 2024. Depuis 2024, il est président du Forum Européen Alpbach.

## Biographie

### Vie privée
Par son mariage, en 1987, avec Christa Waldheim-Karas, Othmar Karas est le gendre de l'ancien président fédéral autrichien Kurt Waldheim. Un fils est né de cette union.

### Carrière politique
Il est élu député au Conseil national lors des élections législatives de 1983 et est réélu en 1986.
Il est élu député européen la première fois lors des élections européennes de 1999. Il est réélu en 2004, en 2009, puis en 2014.
Au Parlement européen, il siège au sein du groupe du Parti populaire européen, dont il est trésorier du 30 septembre 1999 au 13 novembre 2004, puis vice-président du 14 novembre 2004 au 2 février 2012 ; de cette date à juin, il en est membre du bureau.